# Hornschwiele
Eine Hornschwiele oder Hautschwiele (fachsprachlich Tylom, Tylosis oder Tylositas), umgangssprachlich auch „Hornhaut“ genannt, ist eine Vernarbung der Haut mit lokaler Verdickung des Stratum corneum (Hyperkeratose). Sie tritt als Resultat einer chronisch-traumatischen Dermatitis auf. Die bekannteste Form der Hornschwiele ist das sogenannte Hühnerauge am Fuß.

## Entstehung

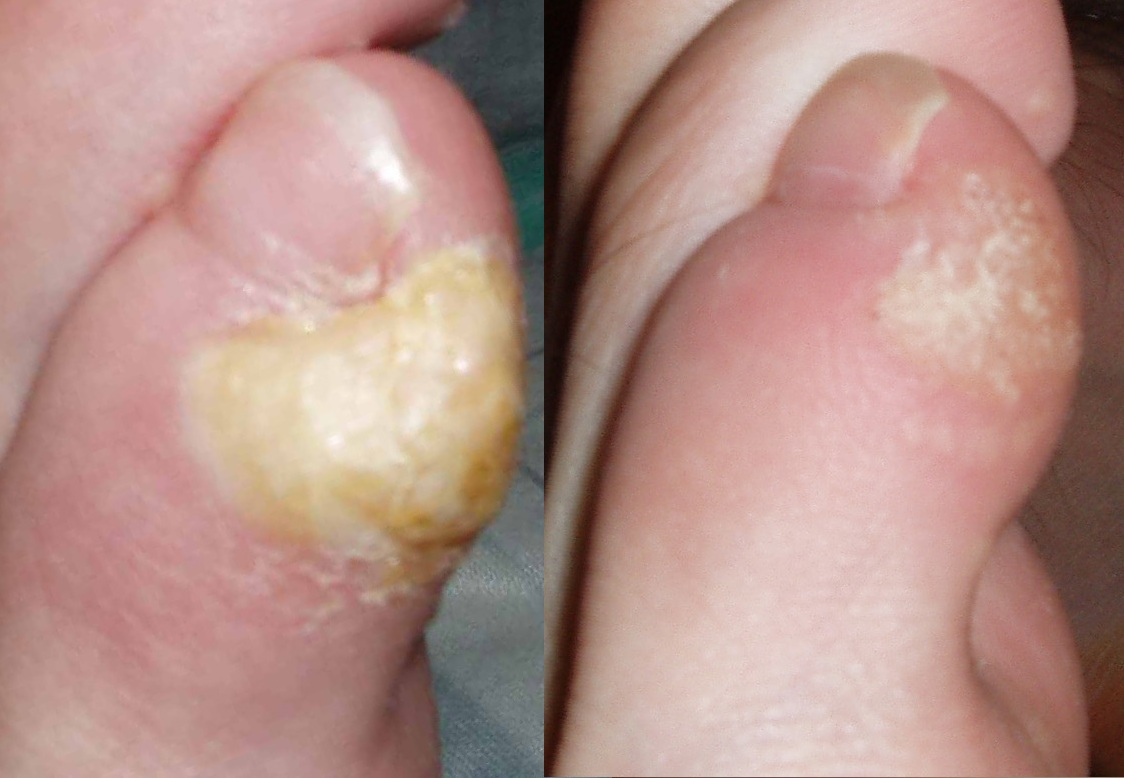
Hornschwielenbildung auf Zehe

Unter mechanischer Belastung, durch Druck oder Reibung, entsteht in der Haut eine minimale Entzündung. Zum Schutz darunterliegender, empfindlicher Zellschichten wird die Haut – lokal auf die beanspruchte Region begrenzt – zur vermehrten Bildung von Keratino- beziehungsweise Korneozyten angeregt, was eine Verdickung des Stratum corneum zur Folge hat (Proliferationshyperkeratose). 
Die Bildung von Hornschwielen tritt typischerweise vor allem an Fußsohlen und Handflächen auf als Folge der besonderen, zuweilen berufsbedingten Beanspruchung durch Druck und Reibung. Bei entsprechender Belastung ist dies aber auch an anderen Stellen des Körpers möglich, zum Beispiel an den Fingerkuppen von Gitarrespielern.
Hornschwielen können auch erwünscht sein, da sie einen natürlichen Schutzmechanismus des Körpers darstellen und die Haut bei mechanischer Belastung schützen (z. B. beim Barfußgehen, bei Arbeiten mit den Händen oder an den Fingern beim Spielen von Musikinstrumenten wie z. B. Gitarren).
Probleme entstehen, wenn die Hornhaut selbst zur Ursache von weiterem Druck (siehe Bild) wird oder wenn die Hornhaut rissig wird und dadurch Schmerzen verursacht oder Infektionen durch Bakterien und Pilze begünstigt.

## Behandlung

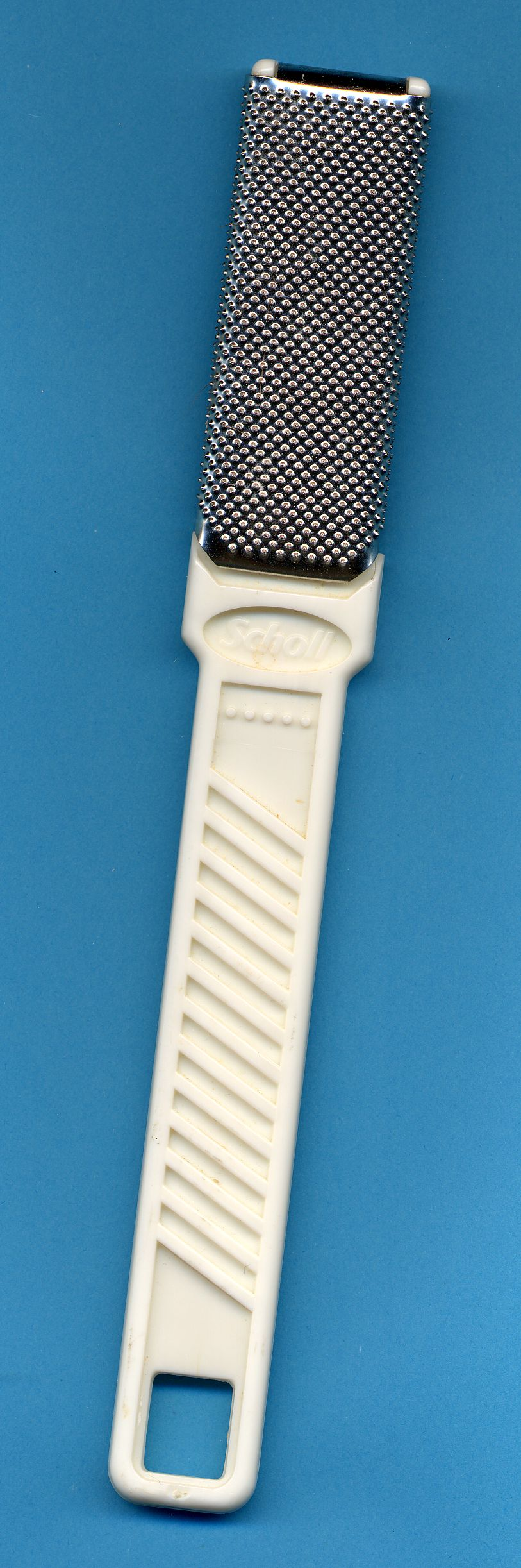
Hornhautraspel

Nicht selten verschwindet die Hornschwiele von selbst, wenn der auslösende mechanische Reiz endet. Bimssteine, Hornhautraspeln und -hobel werden angeboten, um die ungewünschte Hornhaut abzuraspeln oder abzuschneiden. Außerdem ist eine Behandlung mit hornlösenden Substanzen (Keratolytika) möglich. „Hornhautpflaster“ mit 40 %  Salicylsäure unterm Fixierpflaster wirken. In einigen Fällen muss eine kosmetische oder chirurgische Korrektur vorgenommen werden.